# Milkshake Man
A Milkshake Man (magyarul: Turmix ember) az ausztrál Go-Jo dala, mellyel Ausztráliát képviseli a 2025-ös Eurovíziós Dalfesztiválon Bázelben. A dal belső kiválasztás során nyerte el a dalversenyen való indulás jogát.

## Eurovíziós Dalfesztivál
2025. február 25-én az SBS bejelentette, hogy az énekes képviseli az országot az Eurovíziós Dalfesztiválon. Go-Jo-t és a dalt az ausztrál tévétársaság belső zsűrije választotta ki a dalfesztiválra. A dalt 2025. február 25-én mutatták be a közönségnek az Eurovíziós Dalfesztivál hivatalos YouTube-csatornáján.
A dalt először a május 15-én rendezett második elődöntőben, fellépési sorrendben elsőként adta elő, a Montenegrót képviselő Nina Žižić Dobrodošli című dala előtt. Az elődöntőben a nézői szavazatok pontjai alapján a dal nem jutott tovább a május 17-én megrendezésre került döntőbe.

## Dalszöveg
| You can call me the milkshake man I wanna shake up all the milk I can They know my name all across the land I can tell you want a taste of the milkshake man – Részlet a dalból | Hívhatsz engem a turmix embernek Fel akarom rázni az összes tejet, amit csak tudok Mindenki ismeri a nevem az egész országban Elmondhatom, hogy te is meg akarod kóstolni a turmix embert – A dal idézett része magyarul |

## Galéria

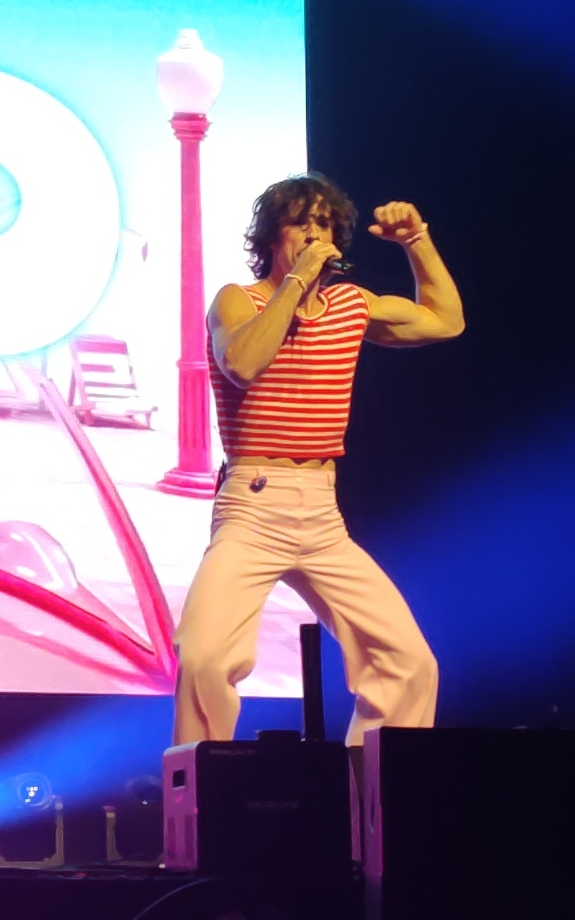
Az amszterdami Eurovíziós partin
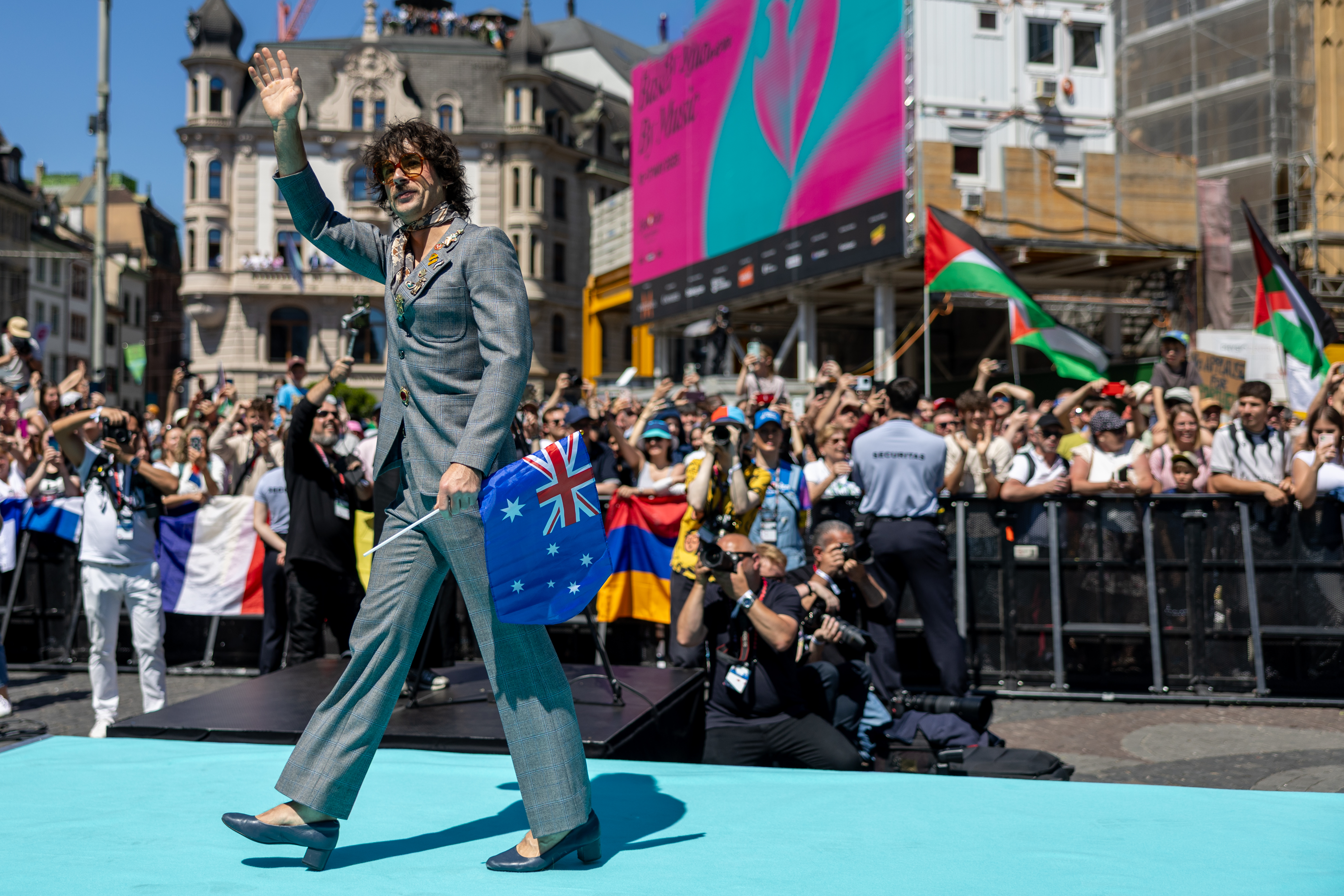
A megnyitóünnepségen
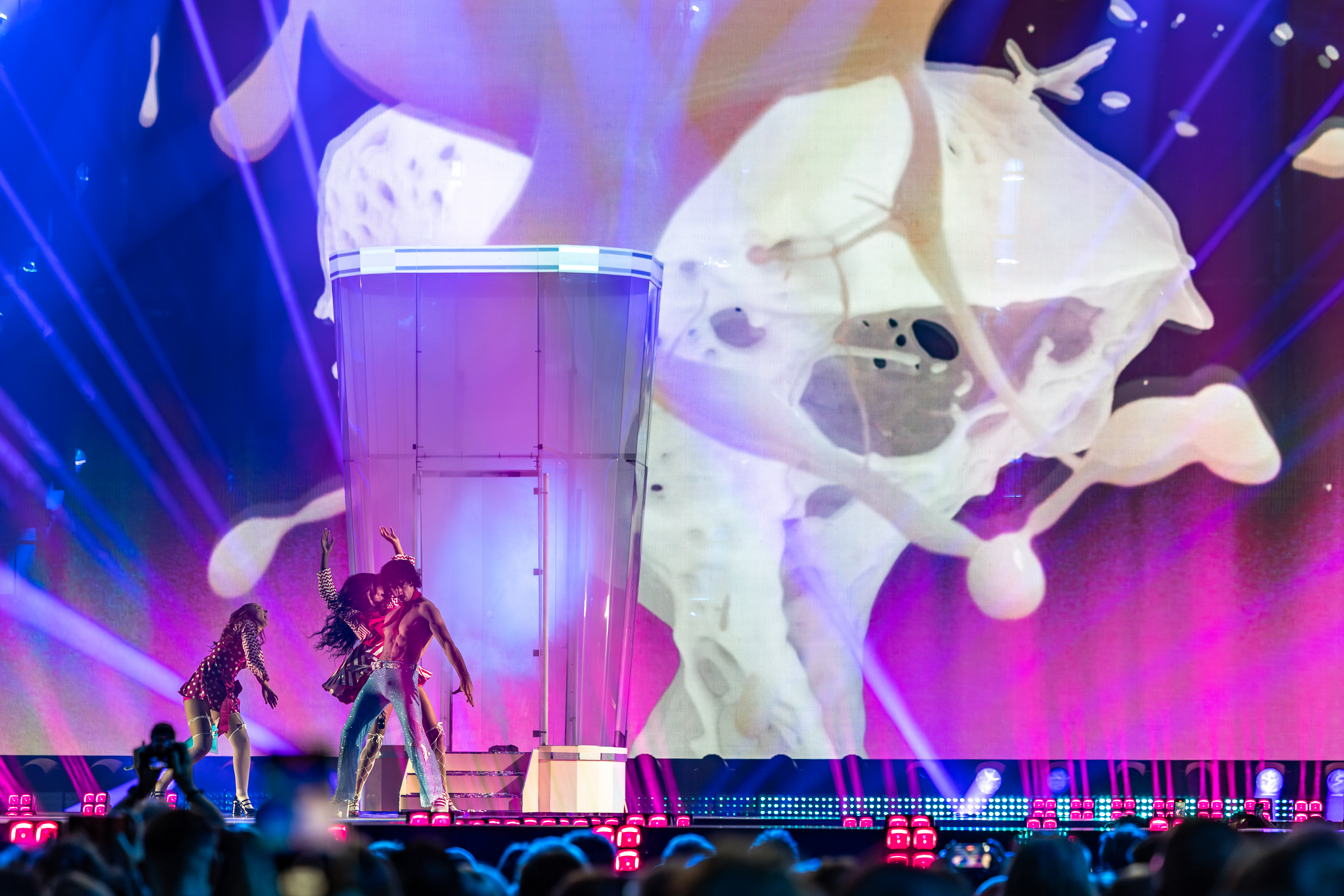
Az elődöntőben